# 메구로 공증인사무소 사무장 납치 감금 치사 사건

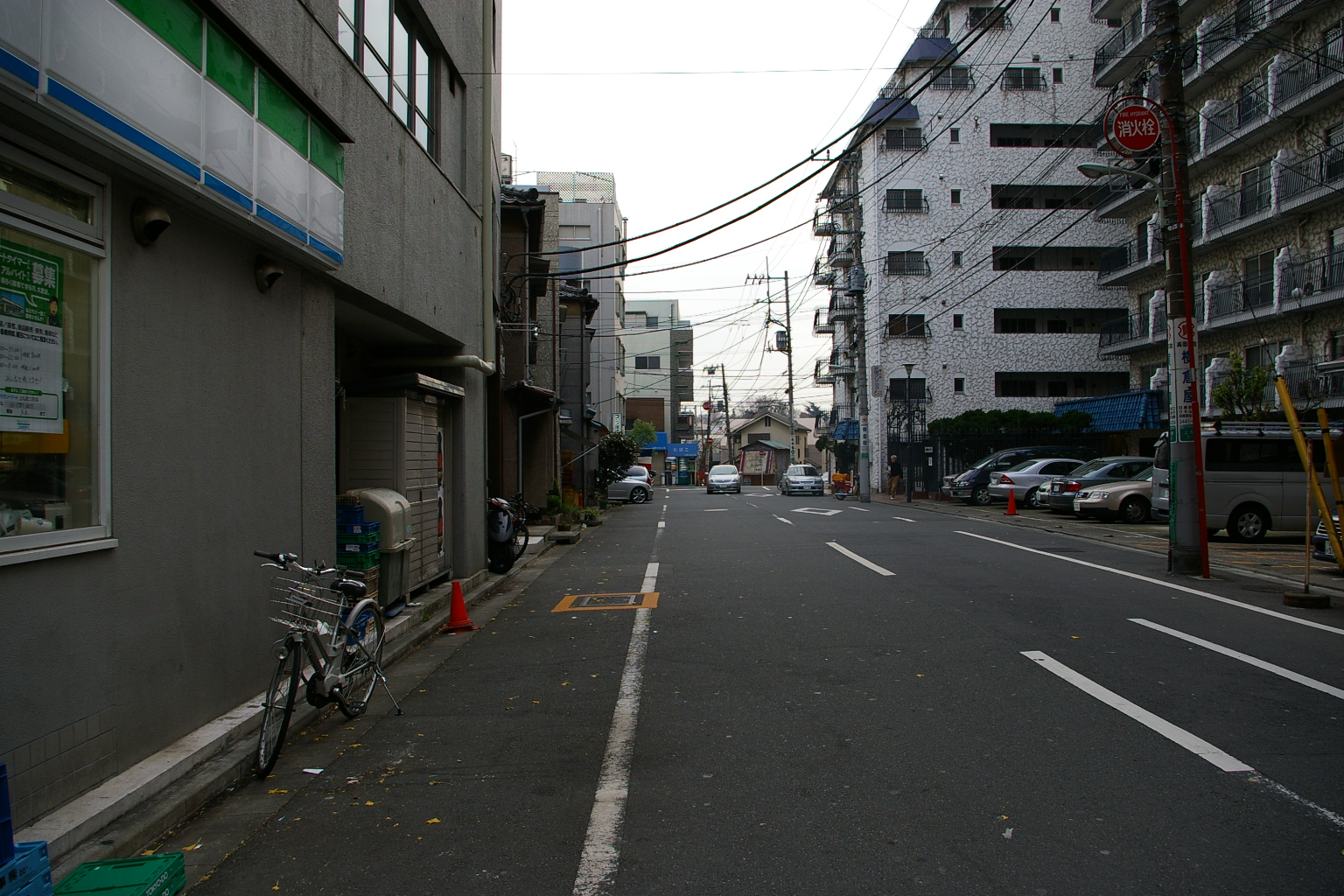
메구로 공증인사무소 사무장 납치현장

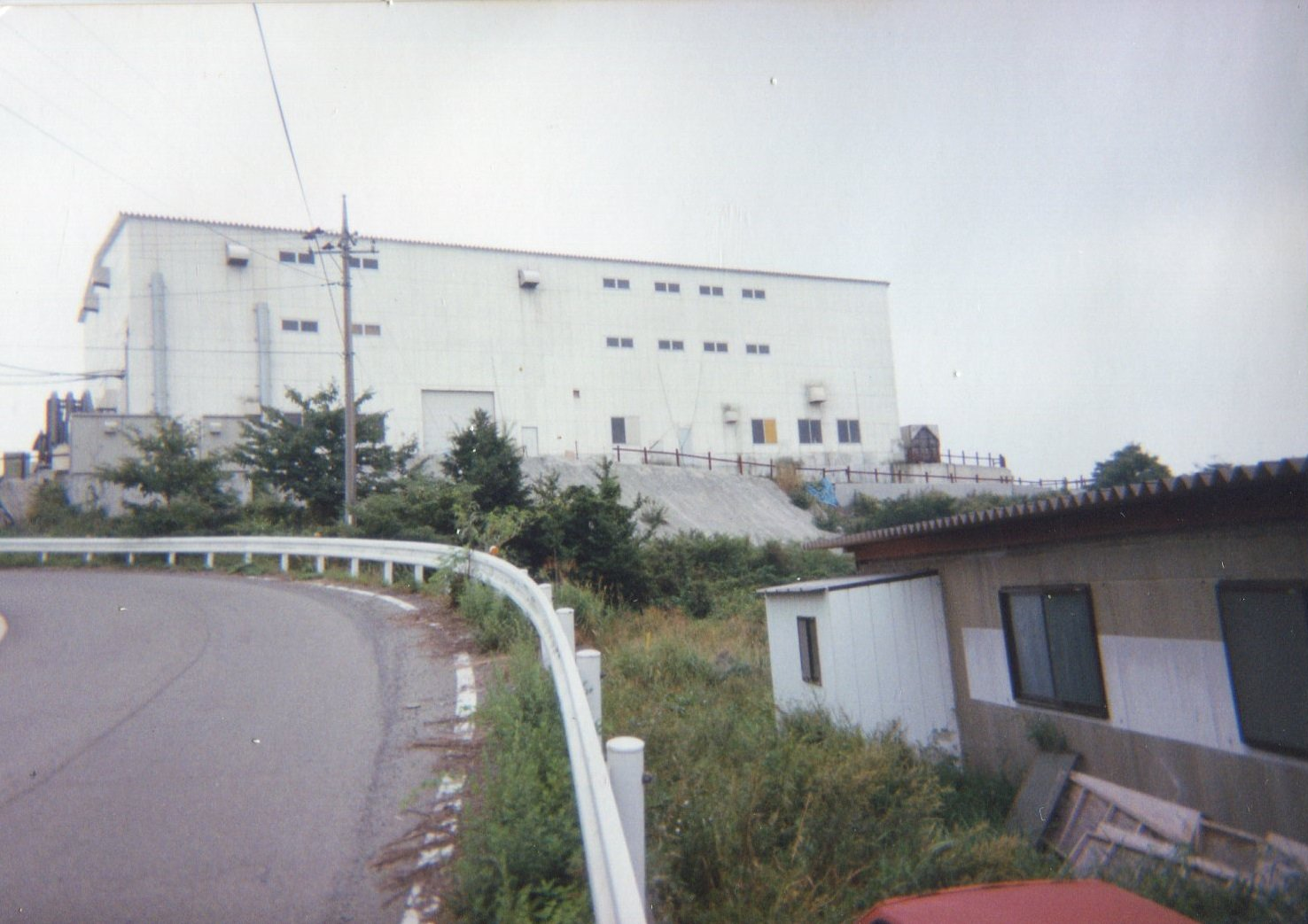
가미쿠이시키촌에 있던 옴진리교의 시설

메구로공증인사무소 사무장 납치 감금 치사 사건(일본어: 目黒公証人役場事務長拉致監禁致死事件)은 옴진리교가 1995년, 당시 메구로공증인사무소(目黒公証人役場)의 사무장이었던 가리야 기요시(仮谷清志, 당시 69)를 납치·감금하여 사망에 이르게 한 사건이다.

## 개요
가리야의 여동생(당시 62세)은 1993년 10월경에 옴진리교에 들어가 몇천만 엔을 헌금하고 있었다. 그에 이어서 옴진리교가 이 여동생 소유로 되어있던 시가 2억 7천만 엔의 ‘메구로공증인사무소’의 토지와 건물을 헌납하도록 강요하였고, 결국 여동생이 옴진리교에서 도망쳐 메구로공증인사무소 관계자였던 오빠 가리야 기요시에게 피신하게 되었다.
1995년 2월 28일 오후 4시반경에, 시나가와구의 거리에서 사무소에서 나온 가리야를 옴진리교 신도 마쓰모토 다케시, 하야시 다케시, 이노우에 요시히로, 히라타 신 등이 미니밴으로 끌고가 납치하여 가미쿠이시키 촌의 종교시설 새티앤에 감금하였다. 교단은 마취약을 투여하여 가리야의 여동생의 거처를 추궁했지만 실패하였다. 그러자 아사하라 쇼코 교주는 피해자의 납치 기억을 지우는 것이 기술적으로 불가능하고, 일본 경시청이 수사를 시작했다는 정보를 듣자 살해하도록 명했다.
아사하라는 납치 실행범 중 한 사람을 살인의 실행자로 지명하고, 도쿄에서 새티앤으로 불러들였다. 그동안 가리야는 마취약의 과잉투여로 3월 1일 오전에 사망했지만, 살인의 실행자로 지명한 사람은 오후에 도착했다. 그러나 이미 사망한 사실을 알리지 않고 시체의 목을 조르게 한 뒤, 시체는 소각로에 소각 후 재를 모토스 호에 뿌렸다.
3월 4일에 이 사건이 표면화 되면서, 옴진리교는 처음으로 사건을 보도한 아사히 신문을 고소했다. 그러나 다른 매스컴도 대대적으로 이 사건을 보도하기 시작했고, 3월 18일에는 ‘옴진리교에서 가리야씨를 구출하는 모임’이 주최한 1만여 명 규모의 집회가 열렸다.
일본 경시청은 도쿄 지하철 사린 사건이 일어나고 이틀 뒤, 납치 감금의 혐의로 옴진리교에 강제 수사를 실시하게 된다.